# 1er corps d'armée royal bavarois
Pour les articles homonymes, voir 1er corps d'armée.
Le 1er corps d'armée royal bavarois (allemand : I. Königlich Bayerisches Armee-Korps) est un corps d'armée de l'armée royale bavaroise, qui fait partie de l'armée impériale allemande, avant et pendant la Première Guerre mondiale.
Dans le cadre de la réforme de l'armée de 1868 (de), le 1er corps royal bavarois de l'armée bavaroise est créé en 1869 à Munich en tant que Generalkommando (quartier général) pour la partie sud du royaume. Avec la formation du 3e corps royal bavarois (de) en 1900, il est chargé de la Souabe et de la majeure partie de la Haute et de la Basse-Bavière. Comme toutes les formations bavaroises, il est affecté à la 4e inspection militaire. Il devient la 6e armée au début de la Première Guerre mondiale. Le corps est dissous à la fin de la guerre, en même temps que le royaume de Bavière.

## Guerre franco-prussienne
Le 1er corps royal bavarois (ainsi que le 2e corps royal bavarois) participe à la guerre franco-prussienne au sein de la 3e armée.
Il combat d'abord lors des batailles de Wœrth, Beaumont et Bazeilles, où il perd environ 7 000 hommes, puis lors de la bataille décisive de Sedan. Après Sedan, le corps d'armée est chargé d'évacuer les prisonniers et d'assurer le transport du butin. Il se déplace ensuite au sud de Paris, vers la Loire, afin de protéger l'armée pendant le siège de Paris. Un corps français nouvellement formé se rassemble dans la région d'Orléans, de sorte que le corps est renforcé par la 17e division, la 22e division et deux divisions de cavalerie. Après la bataille d'Artenay, Orléans est prise et les divisions de renfort sont retirées, de sorte que le corps ne dispose pas d'elles pour les premières batailles contre l'armée de la Loire. À la suite de la bataille de Coulmiers, Orléans est de nouveau perdue.
Entre octobre et fin décembre 1870, le corps d'armée est en service sans interruption, en particulier à partir de début novembre lors des batailles de Villepion, Loigny, Orléans et Beaugency, généralement contre un ennemi numériquement supérieur. Les pertes pour le seul mois de décembre s'élèvent à 5 600 hommes. Le retour prévu vers l'armée assiégeant Paris doit être reporté à plusieurs reprises, car les Bavarois ne peuvent être remplacés.

## Organisation en temps de paix
Les 25 corps d'armée de l'armée allemande en temps de paix (Garde, 1er - 21e, 1er - 3e bavarois) ont une organisation relativement standardisée. Chacun comprend deux divisions composées généralement de deux brigades d'infanterie, d'une brigade d'artillerie de campagne et d'une brigade de cavalerie chacune. Chaque brigade est normalement composée de deux régiments du type approprié, de sorte que chaque corps commande normalement 8 régiments d'infanterie, 4 régiments d'artillerie de campagne et 4 régiments de cavalerie. Il y a des exceptions à cette règle :
- 5e, 6e, 7e, 9e et 14e corps d'armée, chacun ayant une cinquième brigade d'infanterie (soit 10 régiments d'infanterie)
- 2e, 13e, 18e and 21e corps d'armée, ont un neuvième régiment d'infanterie
- 1er, 6e et 16e corps d'armée ont une 3e brigade de cavalerie (soit 6 régiments de cavalerie)
- le Corps de la Garde a 11 régiments d'infanterie (dans 5 brigades) et 8 régiments de cavalerie (dans 4 brigades)[3]

Chaque corps contrôle également directement un certain nombre d'autres unités. Cela peut inclure une ou plusieurs :
- Régiment d'artillerie à pied
- Bataillon de jägers
- Bataillon de pionniers
- Bataillon du train

| Corps                    | Division                                                   | Brigade                                                                                                 | Unités | Garnison             |
| ------------------------ | ---------------------------------------------------------- | --- | --- | -------------------- |
| 1er corps royal bavarois | 1re division d'infanterie bavaroise                        | 1re brigade d'infanterie bavaroise                                                                      | Régiment royal bavarois des gardes du corps de l'infanterie (de) | Munich               |
| 1er corps royal bavarois | 1re division d'infanterie bavaroise                        | 1re brigade d'infanterie bavaroise                                                                      | 1er régiment d'infanterie royal bavarois « Roi » | Munich               |
| 1er corps royal bavarois | 1re division d'infanterie bavaroise                        | 2e brigade d'infanterie bavaroise                                                                       | 2e régiment d'infanterie royal bavarois « Prince héritier » | Munich               |
| 1er corps royal bavarois | 1re division d'infanterie bavaroise                        | 2e brigade d'infanterie bavaroise                                                                       | 16e régiment d'infanterie royal bavarois « Grand-duc Ferdinand de Toscane »                                                                                                   | Passau, Landshut     |
| 1er corps royal bavarois | 1re division d'infanterie bavaroise                        | 1re brigade d'artillerie bavaroise                                                                      | 1er régiment d'artillerie bavaroise « Prince-régent Léopold » | Munich               |
| 1er corps royal bavarois | 1re division d'infanterie bavaroise                        | 1re brigade d'artillerie bavaroise                                                                      | 7e régiment d'artillerie bavarois « Prince-régent Léopold » | Munich               |
| 1er corps royal bavarois | 1re division d'infanterie bavaroise                        | 1re brigade de cavalerie bavaroise                                                                      | 1er régiment de cavalerie lourde bavarois « Prince Charles de Bavière » (de)                                                                                                  | Munich               |
| 1er corps royal bavarois | 1re division d'infanterie bavaroise                        | 1re brigade de cavalerie bavaroise                                                                      | 2e régiment de cavalerie lourde bavarois « Archiduc François-Ferdinand d'Autriche » (de)                                                                                      | Landshut             |
| 1er corps royal bavarois | 2e division d'infanterie bavaroise                         | 3e brigade d'infanterie bavaroise                                                                       | 3e régiment d'infanterie royal bavarois « Prince Charles de Bavière » | Augsbourg            |
| 1er corps royal bavarois | 2e division d'infanterie bavaroise                         | 3e brigade d'infanterie bavaroise                                                                       | 20e régiment d'infanterie royal bavarois « Prince François » | Lindau, Kempten      |
| 1er corps royal bavarois | 2e division d'infanterie bavaroise                         | 4e brigade d'infanterie bavaroise                                                                       | 12e régiment d'infanterie royal bavarois « Prince Arnulf » | Neu-Ulm              |
| 1er corps royal bavarois | 2e division d'infanterie bavaroise                         | 4e brigade d'infanterie bavaroise                                                                       | 15e régiment d'infanterie royal bavarois « Roi Frédéric-Auguste de Saxe » | Neuburg an der Donau |
| 1er corps royal bavarois | 2e division d'infanterie bavaroise                         | 2e brigade d'artillerie bavaroise                                                                       | 4e régiment d'artillerie royal bavarois « Roi » | Augsbourg            |
| 1er corps royal bavarois | 2e division d'infanterie bavaroise                         | 2e brigade d'artillerie bavaroise                                                                       | 9e régiment d'artillerie royal bavarois | Freising             |
| 1er corps royal bavarois | 2e division d'infanterie bavaroise                         | 2e brigade de cavalerie bavaroise                                                                       | langue=de\|trad=Königlich Bayerisches 4. Chevaulegers-Regiment „König“\|fr=4e régiment de chevau-légers bavarois « Roi »\|texte=4e régiment de chevau-légers bavarois « Roi » | Augsbourg, Neu-Ulm   |
| 1er corps royal bavarois | 2e division d'infanterie bavaroise                         | 2e brigade de cavalerie bavaroise                                                                       | 8e régiment de chevau-légers bavarois (de) | Dillingen            |
| 1er corps royal bavarois | Troupes du corps                                           | | 1er bataillon de jägers royal bavarois | Freising             |
| 1er corps royal bavarois | Troupes du corps                                           | 1er bataillon d'artillerie à pied royal bavarois «»1st Royal Bavarian Foot Artillery « vakant Bothmer » | Munich, Neu-Ulm |                      |
| 1er corps royal bavarois | Troupes du corps                                           | 1er bataillon de pionniers royal bavarois                                                               | Munich |                      |
| 1er corps royal bavarois | Troupes du corps                                           | Bataillon du train royal bavarois                                                                       | Munich |                      |
| 1er corps royal bavarois | Troupes du corps                                           | 1er bataillon du télégraphe royal bavarois                                                              | Munich |                      |
| 1er corps royal bavarois | Troupes du corps                                           | 2e bataillon du télégraphe royal bavarois                                                               | Augsbourg |                      |
| 1er corps royal bavarois | Troupes du corps                                           | 1er bataillon royal bavarois d'aviation et de transport motorisé                                        | Munich |                      |
| 1er corps royal bavarois | Troupes du corps                                           | 1er bataillon royal bavarois d'aviation                                                                 | Oberschleißheim |                      |
| 1er corps royal bavarois | Troupes du corps                                           | 1er bataillon du train royal bavarois Abteilung                                                         | Munich |                      |
| 1er corps royal bavarois | Commandement de la défense de Munich (Landwehr-Inspektion) | | | Munich               |

## Première Guerre mondiale

### Organisation à la mobilisation
Lors de la mobilisation, le 2 août 1914, le corps d'armée est restructuré. La 1re brigade de cavalerie est retirée pour intégrer la division de cavalerie bavaroise et la 2e brigade de cavalerie est dissoute et ses régiments affectés aux divisions en tant qu'unités de reconnaissance. Les divisions reçoivent des compagnies du génie et d'autres unités de soutien du quartier général du corps d'armée. En résumé, le 1er corps d'armée bavarois mobilise 25 bataillons d'infanterie, 8 compagnies de mitrailleurs (48 mitrailleuses), 8 escadrons de cavalerie, 24 batteries d'artillerie de campagne (144 canons), 4 batteries d'artillerie lourde (16 canons), 3 compagnies du génie et un détachement d'aviation.
| Corps                            | Division                            | Brigade                                                           | Unités                                         |
| -------------------------------- | ----------------------------------- | ----------------------------------------------------------------- | ---------------------------------------------- |
| 1er corps d'armée royal bavarois | 1re division d'infanterie bavaroise | 1re brigade d'infanterie bavaroise                                | Régiment d'infanterie bavarois Leib            |
| 1er corps d'armée royal bavarois | 1re division d'infanterie bavaroise | 1re brigade d'infanterie bavaroise                                | 1er régiment d'infanterie bavarois             |
| 1er corps d'armée royal bavarois | 1re division d'infanterie bavaroise | 2e brigade d'infanterie bavaroise                                 | 2e régiment d'infanterie bavarois              |
| 1er corps d'armée royal bavarois | 1re division d'infanterie bavaroise | 2e brigade d'infanterie bavaroise                                 | 16e régiment d'infanterie bavarois             |
| 1er corps d'armée royal bavarois | 1re division d'infanterie bavaroise | 2e brigade d'infanterie bavaroise                                 | 1er bataillon de jägers bavarois,              |
| 1er corps d'armée royal bavarois | 1re division d'infanterie bavaroise | 1re brigade d'artillerie bavaroise                                | 1er régiment d'artillerie bavarois             |
| 1er corps d'armée royal bavarois | 1re division d'infanterie bavaroise | 1re brigade d'artillerie bavaroise                                | 7e régiment d'artillerie bavarois              |
| 1er corps d'armée royal bavarois | 1re division d'infanterie bavaroise | 8e régiment de chevau-légers                                      |                                                |
| 1er corps d'armée royal bavarois | 1re division d'infanterie bavaroise | 1re compagnie, 1er bataillon de pionniers bavarois                |                                                |
| 1er corps d'armée royal bavarois | 1re division d'infanterie bavaroise | 3e compagnie, 1er bataillon de pionniers bavarois                 |                                                |
| 1er corps d'armée royal bavarois | 1re division d'infanterie bavaroise | 1er train de pontons divisionnaire bavarois                       |                                                |
| 1er corps d'armée royal bavarois | 1re division d'infanterie bavaroise | 1re compagnie médicale bavaroise                                  |                                                |
| 1er corps d'armée royal bavarois | 1re division d'infanterie bavaroise | 3e compagnie médicale bavaroise                                   |                                                |
| 1er corps d'armée royal bavarois | 2e division d'infanterie bavaroise  | 3e brigade d'infanterie bavaroise                                 | 3e régiment d'infanterie bavarois              |
| 1er corps d'armée royal bavarois | 2e division d'infanterie bavaroise  | 3e brigade d'infanterie bavaroise                                 | 20e régiment d'infanterie bavarois             |
| 1er corps d'armée royal bavarois | 2e division d'infanterie bavaroise  | 4e brigade d'infanterie bavaroise                                 | 12e régiment d'infanterie de réserve bavarois  |
| 1er corps d'armée royal bavarois | 2e division d'infanterie bavaroise  | 4e brigade d'infanterie bavaroise                                 | 15e régiment d'infanterie de réserve bavarois  |
| 1er corps d'armée royal bavarois | 2e division d'infanterie bavaroise  | 2e brigade d'artillerie bavaroise                                 | 4e régiment d'artillerie bavarois              |
| 1er corps d'armée royal bavarois | 2e division d'infanterie bavaroise  | 2e brigade d'artillerie bavaroise                                 | 9e régiment d'artillerie bavarois              |
| 1er corps d'armée royal bavarois | 2e division d'infanterie bavaroise  | 4e régiment de chevau-légers                                      |                                                |
| 1er corps d'armée royal bavarois | 2e division d'infanterie bavaroise  | 2e compagnie, 1er bataillon de pionniers bavarois                 |                                                |
| 1er corps d'armée royal bavarois | 2e division d'infanterie bavaroise  | 2e train de pontons divisionnaire bavarois                        |                                                |
| 1er corps d'armée royal bavarois | 2e division d'infanterie bavaroise  | 2e compagnie médicale bavaroise                                   |                                                |
| 1er corps d'armée royal bavarois | Troupe du corps                     |                                                                   | 2e bataillon, 1er régiment d'artillerie à pied |
| 1er corps d'armée royal bavarois | Troupe du corps                     | 1er détachement d'aviation bavarois                               |                                                |
| 1er corps d'armée royal bavarois | Troupe du corps                     | 1er train de pontons du corps bavarois                            |                                                |
| 1er corps d'armée royal bavarois | Troupe du corps                     | 1er détachement du téléphone bavarois                             |                                                |
| 1er corps d'armée royal bavarois | Troupe du corps                     | 1re section bavaroise de projecteurs de recherche                 |                                                |
| 1er corps d'armée royal bavarois | Troupe du corps                     | Trains et colonnes de munitions correspondant au 2e corps d'armée |                                                |

### Chronique des combats
Lors de la mobilisation, le 1er corps royal bavarois est affecté à la 6e armée, composée principalement de Bavarois, qui fait partie de l'aile gauche des forces engagées dans l'offensive du plan Schlieffen en août 1914. Il existe toujours à la fin de la guerre dans la 18e armée « Heeresgruppe Deutscher Kronprinz » sur le front de l'Ouest.

## Commandants
Le 1er corps royal bavarois a les commandants suivants au cours de son existence ,,:
| Dates           | Grade                  | Nom                               |
| --------------- | ---------------------- | --------------------------------- |
| 8 janvier 1869  | General der Infanterie | Ludwig von der Tann-Rathsamhausen |
| 16 juin 1881    | General der Infanterie | Carl von Horn                     |
| 3 mars 1887     | Generalleutnant        | Prince Léopold de Bavière         |
| 29 octobre 1890 | Generaloberst          | Prince Arnulf de Bavière          |
| 19 avril 1906   | General der Infanterie | Rupprecht de Bavière              |
| 22 mars 1913    | General der Infanterie | Oskar von Xylander (de)           |
| 19 juin 1918    | Generalleutnant        | Nikolaus von Endres (de)          |
| 25 avril 1919   | General der Artillerie | Maximilian von Höhn (de)          |

### Personnel du quartier général pendant la Première Guerre mondiale
À partir du 2 août 1914, son état-major est composé des personnes suivantes :
- Général commandant : Général d'infanterie Oskar Ritter von Xylander, lieutenant-général Nikolaus Ritter von Endres en tant que commandant à partir du 23 juin 1918
- Chef d'état-major général : général de division Karl Frhr. v. Nagel zu Aichberg, général de division Möhl à partir du 6 mars 1915, major Ludwig Graf v. Holnstein de Bavière à partir du 13 septembre 1916, Oberstlt. Friedrich Haack à partir du 29 mai 1918.
- État-major général : Major Hans Hemmer, Capitaine Wilhelm Leeb, Capitaine Otto Frhr. v. Berchem, Capitaine Karl Deuringer
- Commandant du génie : Major Georg Vogl